# 용인서부경찰서
용인서부경찰서(龍仁西部警察署, Yongin Seobu Police Station)는 경기도남부경찰청이 관할하는 경찰서 중 하나이다. 경기도 용인시 수지구 일대와 기흥구 일부지역을 관할한다. 경기도 용인시 기흥구 용구대로2469번길 32 (보정동)에 위치하고 있다. 2010년 7월 23일에 문을 열었다.
서장은 총경으로 보한다.

## 기본 정보
- 주소: 경기도 용인시 기흥구 용구대로2469번길 32 (보정동)
- 우편번호: 16905

## 관할 파출소 및 지구대
용인서부경찰서는 3개의 지구대와 2개의 파출소를 산하에 두고 있다.
| 명칭       | 사진 | 주소                                               | 관할구역                                                        | 치안센터 |
| ---------- | ---- | -------------------------------------------------- | --------------------------------------------------------------- | -------- |
| 수지지구대 |      | 경기도 용인시 수지구 풍덕천로190번길 18 (풍덕천동) | 풍덕천1·2동, 고기동, 동천동                                     |          |
| 보정지구대 |      | 경기도 용인시 기흥구 보정로 110 (보정동)           | 보정동                                                          |          |
| 상현지구대 |      | 경기도 용인시 수지구 심곡로 7 (상현동)             | 상현1·2·3동                                                     |          |
| 죽전지구대 |      | 경기도 용인시 수지구 현암로 22 (죽전동)            | 죽전1·2·3동                                                     |          |
| 구성파출소 |      | 경기도 용인시 기흥구 구성로 68 (언남동)            | 마북동, 언남동 (기흥로116번길 제외), 청덕동 (영동고속도로 북쪽) |          |
| 신봉파출소 |      | 경기도 용인시 수지구 수지로 195                    | 신봉동, 성복동                                                  |          |

## 같이 보기
- 경기도남부지방경찰청
- 용인동부경찰서